# 聖キリアン

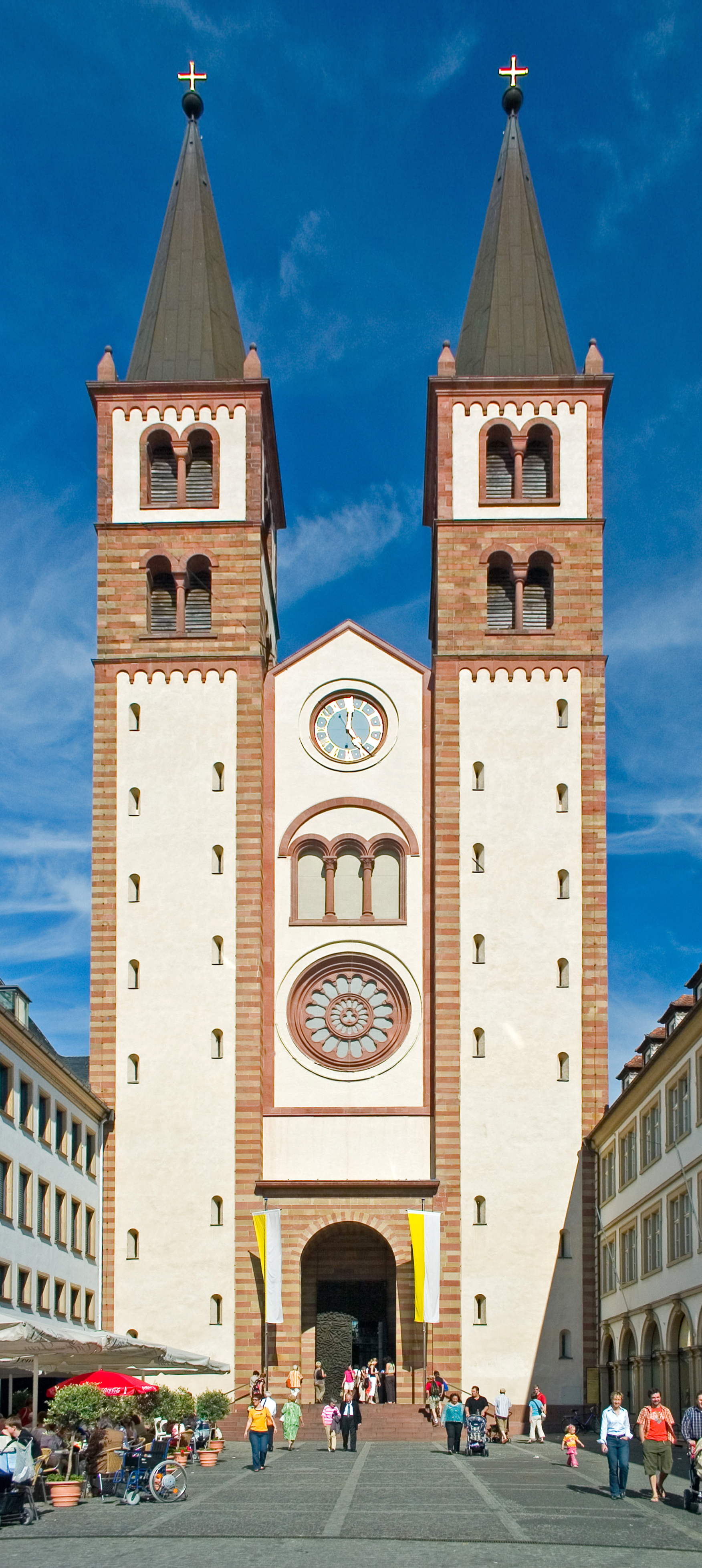
聖キリアン大聖堂

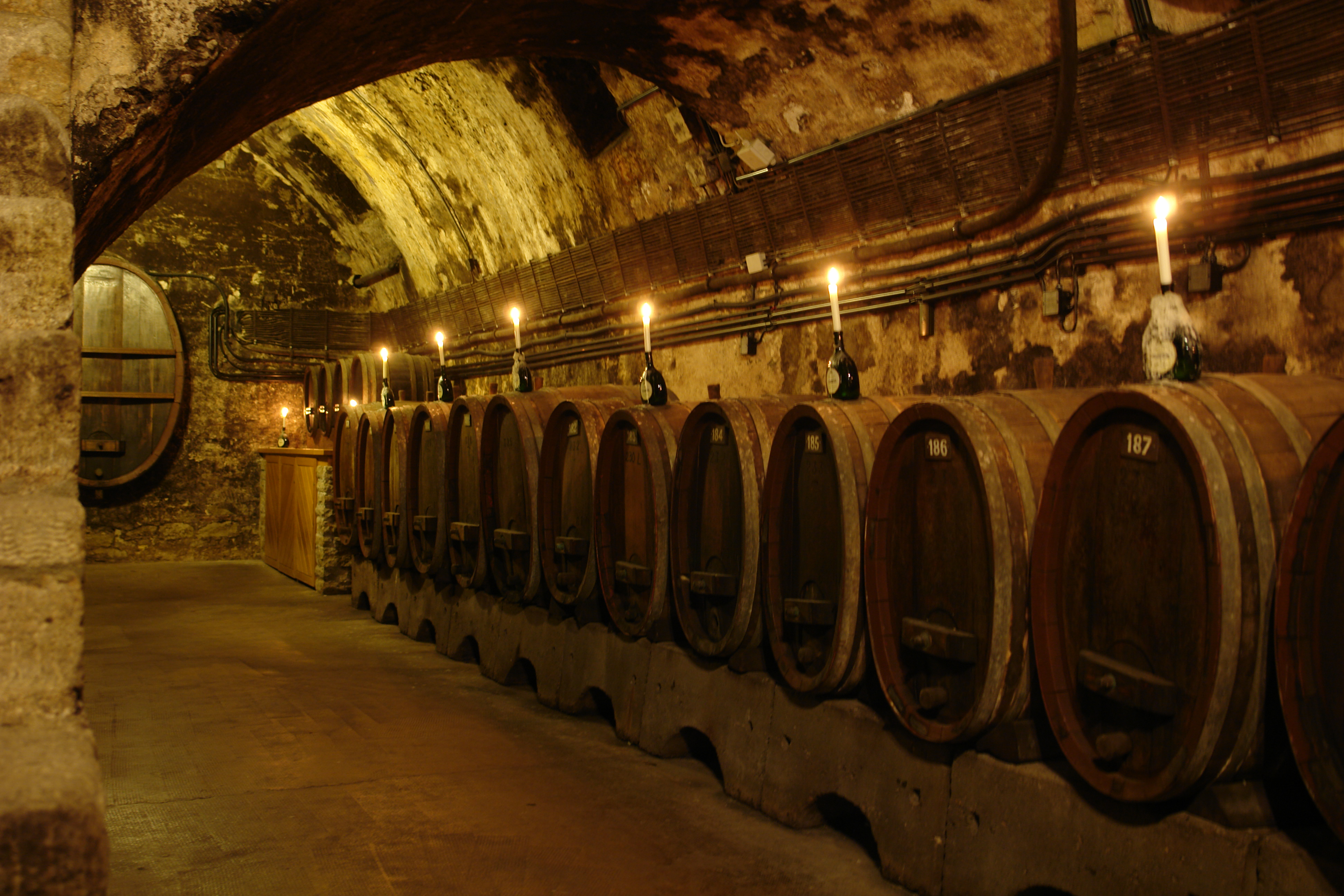
世界遺産のレジデンスにあるワインセラー

聖キリアン（キリアニ、Saint Killian、Kilian または Cillian, 640年 - 689年）は、キリスト教の聖人である。

## 来歴
640年、アイルランドの貴族の家に生まれ、聖職者の道を歩む。管区は与えられなかったものの、司教に任命され、ヨーロッパ大陸へ伝道活動に赴いた。ガリアを経て、フランク族への伝道のため、ヴュルツブルクで、司祭のコールマン、助祭トトナンと共に、フランケン地方、テューリンゲン地方を中心に布教活動に打ち込み、ヴュルツブルクの領主であったゴツベルト公爵を改宗させた。
しかしキリアンが、公爵が兄の未亡人と結婚していること（レビラト婚）を教会法に反するとしたため、夫人がこのことを快く思わず、公爵不在中にキリアンとコールマン、トトナンを暗殺し、遺体をミサの道具や聖書と共にその場に埋めてしまった。689年7月8日のことだった。その後、752年のやはり7月8日に、遺体は正式に埋葬され、その上に大聖堂が建てられて、現在のノイミュンスター教会（de:Kollegiatstift Neumünster）となる。また、聖キリアンの遺品にあった新約聖書も、1803年まで大聖堂に保管されていたが、その後は大学図書館の管轄となった。
バイエルン、ワイン製造業者、痛風、リューマチの守護聖人である
。

## 聖キリアン祭
聖キリアンを守護聖人とするヴュルツブルクでは、7月に「聖キリアン（キリアニ）祭」が、ワイン祭りとして行われる。ワインの女王を先頭に、野菜や果物の籠を手にした民族衣装姿の子供たち、リボンで飾った柱や、常緑樹で作った飾りを持った人々、楽隊が町を練り歩く。
ワイン祭りは7月の第1土曜より17日間続く。これは、聖キリアンがブドウの栽培を奨励したためである。